# Бабенхаузен (Хесен)
Бабенхаузен (њем. Babenhausen) град је у њемачкој савезној држави Хесен. Једно је од 23 општинска средишта округа Дармштат-Дибург. Према процјени из 2010. у граду је живјело 16.066 становника. Посједује регионалну шифру (AGS) 6432002.

## Географски и демографски подаци
Бабенхаузен се налази у савезној држави Хесен у округу Дармштат-Дибург. Град се налази на надморској висини од 127 метара. Површина општине износи 66,9 km². У самом граду је, према процјени из 2010. године, живјело 16.066 становника. Просјечна густина становништва износи 240 становника/km².

## Међународна сарадња
| Мјесто     | Држава    | Врста сарадње | Од    |
| ---------- | --------- | ------------- | ----- |
| Будимпешта | Мађарска  | контакт       | 2000. |
|            | Француска | партнерство   | 1986. |
| Извор      |           |               |       |